# Descomposición (Stasi)

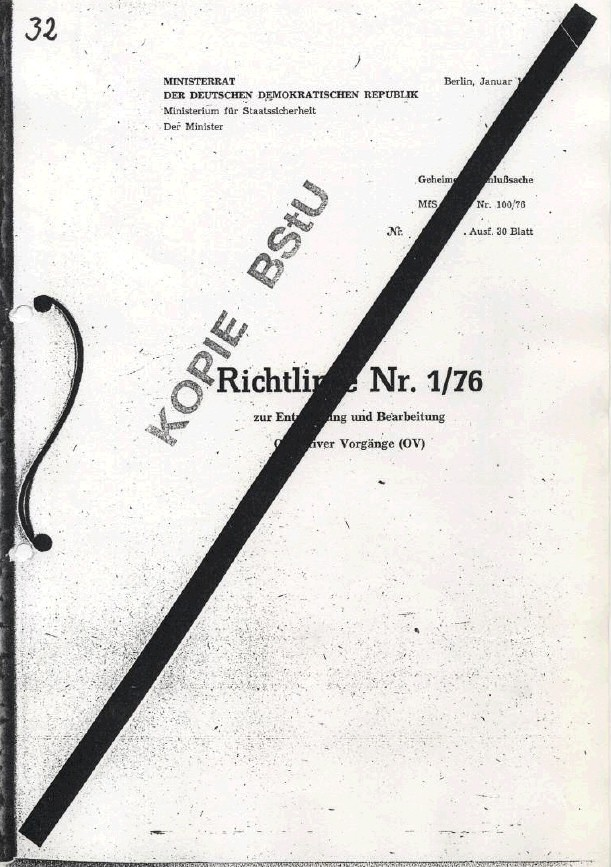
Directiva N° 1/76 sobre el desarrollo y revisión de procedimientos operativos, llevada a cabo en enero de 1976, que describió el Zersetzung como práctica común del Ministerio de Seguridad del Estado (Stasi)

La descomposición (en alemán Zersetzung) era una técnica de trabajo y de acoso en grupo de la policía secreta de la República Democrática Alemana, Alemania del Este, la Ministerio de Seguridad del Estado Stasi. Su objetivo era luchar contra oponentes políticos, supuestos o probados. Las “medidas de descomposición”, definidas en el marco de una directriz de 1976, se utilizaron efectivamente en el marco de los “procedimientos operativos” (en alemán Operative Vorgänge u OV ). Reemplazaron el terror abierto de la era Ulbricht.

## Descripción
Como práctica de persecución represiva, la descomposición cumplía funciones amplias y encubiertas de control y manipulación, incluso en las relaciones personales del individuo objetivo. La Stasi se basó para ello en su red de colaborador informal (en alemán inoffizielle Mitarbeiter o IM), en la influencia del Estado sobre las instituciones y en la "psicología operativa". Mediante ataques psicológicos dirigidos, la Stasi intentó privar al ciudadano de cualquier forma de organización disidente o en oposición al gobierno y a la constitución de la RDA dirigiéndose, no a sujetos que hubieran cometido delitos, sino a sujetos que pudieran llegar a participar de la oposición. La táctica consistía resumidamente en la descomposición del tejido social y personal del individuo objetivo (socavando su prestigio y confiabilidad, por ejemplo, con acusaciones o montajes), así como de la propia salud mental del mismo (mediante manipulación, a través de relaciones personales, persecución, gaslighting, etc.); lo cual incrementaba la socavación de su confiabilidad social.
Gracias a los numerosos expedientes de la Stasi hechos públicos tras el punto de inflexión en Alemania del Este, el uso de medidas de descomposición está bien documentado. Según las estimaciones, el número de víctimas de tales medidas sería del orden de mil, o incluso decenas de miles, y entre ellos, 5000 habría sufrido daños irreversibles. Se crearon pensiones de compensación para las víctimas.

## Víctimas conocidas
- Ines Geipel